# Mainbogen

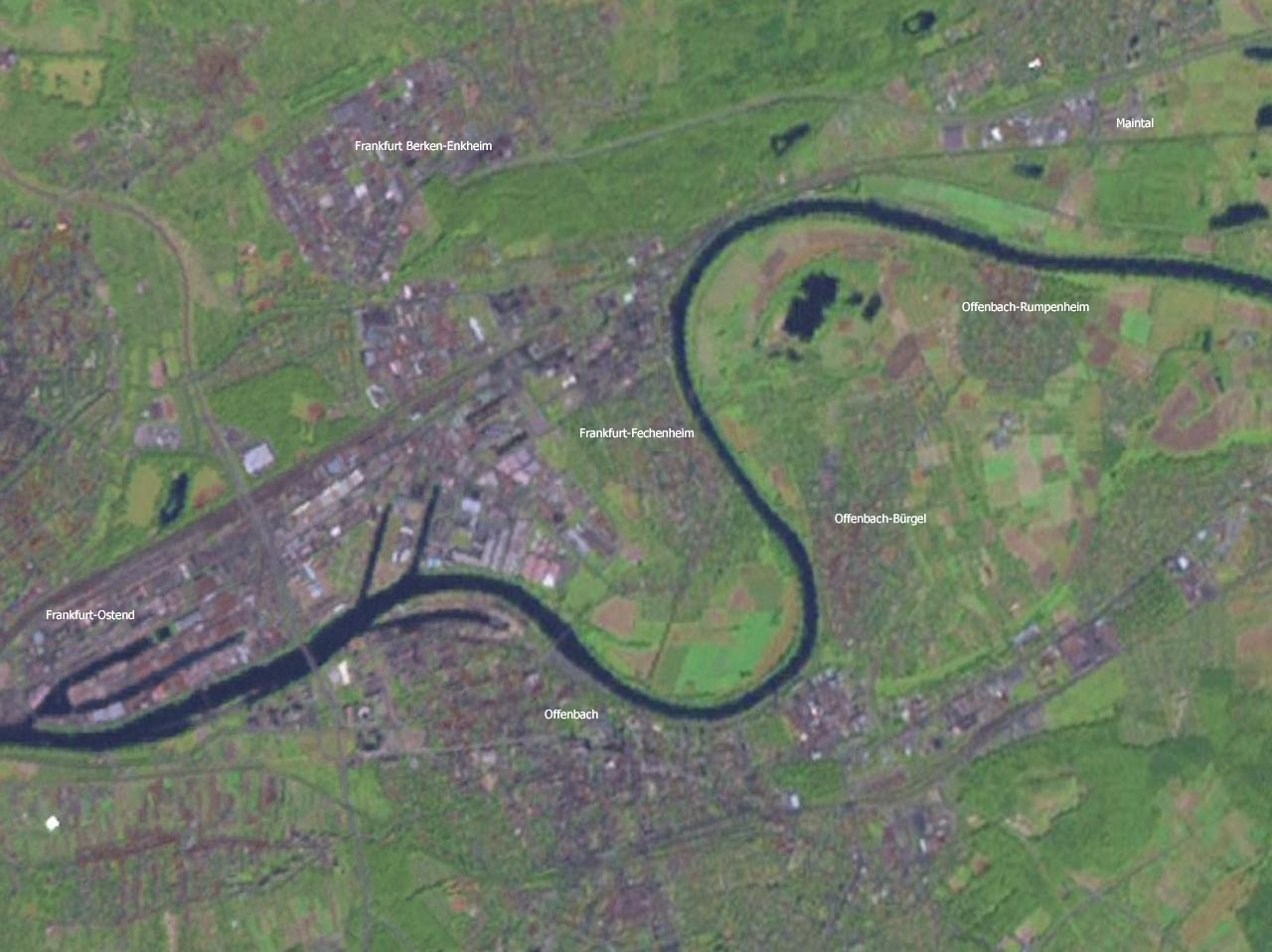
Satellitenaufnahme des Mainbogens. Links die östlichen Stadtteile von Frankfurt mit Osthafen und Oberhafen, in der Bildmitte unten die Stadt Offenbach. In der oberen Flussbiegung der Schultheis-Weiher

Der Mainbogen – auch Offenbacher Mainbogen und Fechenheimer Mainbogen genannt – ist eine mehrere Kilometer lange, S-förmige Schleife des Mains in Hessen. Der Fluss markiert an dieser Stelle die gemeinsame Stadtgrenze von Frankfurt am Main und Offenbach am Main.

## Lage
Der Mainbogen erstreckt sich von der Mainkur im Osten bis zu dem im Westen gelegenen Offenbacher Hafen. Der Fluss umkurvt an dieser Stelle am rechtsseitigen Ufer den Stadtteil Frankfurt-Fechenheim. Am linksseitigen Ufer liegen ein Naturschutzgebiet mit Wiesen, Feldern und dem Schultheis-Weiher sowie der Offenbacher Stadtteil Bürgel, Rumpenheim, Mathildenviertel und Zentrum.

## Landschaft und Infrastruktur
In seinem südlichen Bogen überquert die Carl-Ulrich-Brücke den Fluss und verbindet dort Fechenheim mit Offenbach für den Straßenverkehr. An beiden Ufern wird der Mainbogen von mehreren Wanderwegen begleitet. Dazu zählen der Main-Radweg, der Hessische Radfernweg R3 (am linken, Offenbacher Ufer), der Mainuferweg (beide Ufer) sowie ein Abschnitt des GrünGürtel-Radrundwegs (linkes Ufer). Am rechten Mainufer entlang führt der historische Fechenheimer Leinpfad, ebenso liegen dort mehrere Sportflächen. In seinem weiteren Verlauf Richtung Offenbacher Innenstadt befinden sich in unmittelbarer Nähe zum linken Flussufer das Isenburger Schloss, der Büsing-Park mit dem Lili-Tempel und dem Büsing-Palais sowie die Apartmentanlage Mainpark. Diese sind teilweise nur durch die auf dem Maindamm verlaufende Mainstraße vom Ufer getrennt.
Auf der rechten Mainseite liegt entlang des Mainbogens die Gemarkung des Frankfurter Stadtteils Fechenheim. Auch hier finden sich große Freiflächen und ein Campingplatz. Die größtenteils landwirtschaftlich genutzten Flächen südlich von Frankfurt-Fechenheim, die zum Frankfurter Grüngürtel gehören, sind als Landschaftsschutzgebiet ausgewiesen und dienen als Überschwemmungsgebiet. Im Hochwasserfall wird dadurch der Druck auf den Offenbacher Maindamm verringert. Diese Flächen bilden die größte zusammenhängende Flussaue im Frankfurter Stadtgebiet.
Im oberen Mainbogen verbindet nur der 1981 erbaute Arthur-von-Weinberg-Steg als Fußgänger- und Radwegbrücke Bürgel mit Fechenheim. Der Steg diente zusätzlich als Gerüst für die Rohrleitungen der Firma AllessaChemie zwischen Fechenheim und Offenbach. Im Rahmen einer Erneuerung des aus dem Jahre 1893 stammenden Maindamms in Offenbach sollen sämtliche dort stehenden Bäume gefällt werden. Bei der anstehenden Sanierung sollen der Deich neu aufgebaut werden und neue Bäume gepflanzt werden. Eine am rechten Uferweg zwischen Mainkur und Carl-Ulrich-Brücke befindliche Pappel-Allee musste zur Gefahrenabwehr 2010 teilweise gefällt beziehungsweise stark beschnitten werden.

## Planungen
Im Januar 2015 berichtete das Umweltamt der Stadt Frankfurt am Main, dass auf der Frankfurter Seite des Mainbogens das Gelände langfristig wieder naturnah gestaltet werden soll. Zu den über die kommenden Jahre nach erfolgter Flurbereinigung geplanten Maßnahmen sollen Flussauen gehören, die von einem mäandrierenden Seitenarm des Mains durchflossen werden. Ferner soll ein Teil des Geländes weiterhin als Ackerfläche genutzt werden.

## Renaturierung
Bis Mai 2015 wurden im Bereich des Mainbogens drei kleine Altwasserteiche, mehrere Uferabflachungen und temporäre Gewässer am Mainufer angelegt. Ende 2015 wurden 2,3 Mio. €, das sind mehr als drei Viertel der Gesamtkosten, vom Land Hessen für erste Maßnahmen in den Jahren bis 2020 zur Verfügung gestellt. 
Auf den der Stadt Frankfurt am Main gehörenden Flächen ist von März bis September 2019 parallel zum Main ein 625 Meter langer und bis zu 4,20 Meter tiefer Nebenarm gebaut worden. Um Brücken über die zwei Mainanbindungen zu vermeiden, wurde der alte Treidelpfad Fechenheimer Leinpfad um den neuen Nebenarm herumgeführt. Dadurch entstand eine Insel zwischen Main und neuem Nebenarm. 
Man hofft, dass durch das neue Gewässer und seine Ufer vielfältige Lebensräume und Laichgebiete für einheimische Fisch- und Amphibienarten entstehen. 
In weiteren Bereichen des Mainbogens auf Fechenheimer Seite soll auf längere Sicht ein noch größerer Flussarm neu angelegt werden. Hierfür läuft seit 2015 ein Flurbereinigungsverfahren auf 80 Hektar. Die 150 Eigentümer der dazu benötigten, bisher landwirtschaftlich genutzten 979 Grundstücke sollen an anderer Stelle im Mainbogen neue Grundstücke erhalten oder finanziell entschädigt werden.